# 1895 في الولايات المتحدة
فيما يلي قوائم الأحداث التي وقعت خلال عام 1895 في الولايات المتحدة.

## سياسة

### تعيين في المنصب
- 1 يناير – ليفي بي مورتون حاكم نيويورك [الإنجليزية]‏.
- 7 يناير – جون إدوارد جونز حاكم نيفادا  [لغات أخرى]‏.
- 23 يناير – جيتر كونيلي بريتشارد عضو مجلس الشيوخ الأمريكي.
- 1 مارس – وليام لاين ويلسون مدير مكتب البريد العام في الولايات المتحدة [الإنجليزية]‏.
- 4 مارس – بنيامين باركر أوديل عضو مجلس النواب الأمريكي.
- 7 يونيو – ريتشارد أولني وزير الخارجية الأمريكي.

### انتهاء فترة المنصب
- 1 يناير – ب. ج. كينيدي عضو مجلس ولاية ماساتشوستس.
- 11 يناير – هنري هاريسون ماركهام حاكم كاليفورنيا.
- 3 مارس – جيمس ف. ويلسون عضو مجلس الشيوخ الأمريكي.
- 3 مارس – وليام جيننغز بريان عضو مجلس النواب الأمريكي.
- 3 مارس – وليام لاين ويلسون عضو مجلس النواب الأمريكي.
- 28 مايو – والتر كي جريشام وزير الخارجية الأمريكي.

## ظهور
- 1 يناير – المجلة الفيزيائية الفلكية

## كتب
من الكتب التي صدرت هذه السنة في الولايات المتحدة:
- 1 يناير – الملك في الأصفر من تأليف روبرت ويليام تشامبرز.
- 1 يناير – شارة الشجاعة الحمراء من تأليف ستيفن كرين.

## مواليد

### يناير
- 1 يناير – إدغار هوفر ضابط من الولايات المتحدة الأمريكية.
- 4 يناير – ليروي غرومان مهندس أمريكي.
- 6 يناير – توم فادن ممثل أمريكي.
- 9 يناير – لوشين تراسكات
- 11 يناير – لورنس هاموند
- 20 يناير – روسكو آتيس
- 29 يناير – أدولف بيرلي أ. دبلوماسي أمريكي.

### فبراير
- 1 فبراير – فرانسيليا بيلينغتون ممثلة أمريكية.
- 6 فبراير – بيب روث لاعب بيسبول أمريكي.
- 7 فبراير – أنيتا ستيوارت
- 7 فبراير – إرفنغ آرونسون
- 19 فبراير – لويس كاليرن
- 27 فبراير – إدوارد بروفي

### مارس
- 3 مارس – خوانيتا هانسن
- 3 مارس – ماثيو ريدجواي سياسي أمريكي.
- 10 مارس – مايك أودود ملاكم من الولايات المتحدة الأمريكية.
- 11 مارس – شيمب هاورد
- 18 مارس – تيرنر بيت ايل لاعب كرة قدم أمريكية من الولايات المتحدة الأمريكية.
- 31 مارس – ماكلوي سياسي أمريكي.

### أبريل
- 19 أبريل – هاري فرانسيس كيلي قاضي أمريكي.

### مايو
- 2 مايو – لورينز هارت
- 8 مايو – إدموند ويلسون
- 9 مايو – ريتشارد بارثلميس ممثل أمريكي.
- 13 مايو – وليام برادلي أومستد سياسي أمريكي.
- 15 مايو – بريسكوت شيلدون بوش سياسي أمريكي.
- 25 مايو – دوروثي لانج
- 31 مايو – جورج ستيوارت

### يونيو
- 5 يونيو – ويليام بويد ممثل أمريكي.
- 6 يونيو – هنري غانثر جندي من الولايات المتحدة الأمريكية.
- 10 يونيو – هاتي ماكدانيال ممثلة.
- 19 يونيو – شارل كوينس عالم مصريات فرنسي.
- 21 يونيو – جون ويسلي سنايدر رجل أعمال من الولايات المتحدة الأمريكية.
- 24 يونيو – جاك دمبسي

### يوليو
- 8 يوليو – غاردنر مورفي عالم نفس أمريكي.
- 12 يوليو – أوسكار هامرستاين الثاني
- 12 يوليو – ريتشارد بوكمينستر فولر
- 13 يوليو – سيدني بلاكمر ممثل أمريكي.
- 26 يوليو – غراسي ألن
- 26 يوليو – كينيث هارلان ممثل من الولايات المتحدة الأمريكية.

### أغسطس
- 5 أغسطس – تايجر فلورز ملاكم من الولايات المتحدة الأمريكية.
- 24 أغسطس – ريتشارد كوشينغ كهنوت من الولايات المتحدة الأمريكية.

### سبتمبر
- 8 سبتمبر – سيث هوفمان فنان أمريكي.
- 10 سبتمبر – ميلفيل هيرسكوفيتس
- 14 سبتمبر – روبرت أ. لوفيت ضابط من الولايات المتحدة الأمريكية.
- 28 سبتمبر – واليس هاريسون مهندس معماري أمريكي.

### أكتوبر
- 4 أكتوبر – باستر كيتون
- 5 أكتوبر – والتر سميث
- 9 أكتوبر – اوجين جاك بولارد
- 13 أكتوبر – بينجامين إيدوين لاعب بيسبول دفاع خارجي أمريكي.
- 20 أكتوبر – ريكس إنغرام ممثل أمريكي.
- 21 أكتوبر – إدنا بيرفيانس
- 28 أكتوبر – جون بولز ممثل أمريكي.
- 28 أكتوبر – كلايد إدوارد بانغبورن طيار من الولايات المتحدة الأمريكية.
- 30 أكتوبر – ديكنسون ريتشاردس طبيب أمريكي.

### نوفمبر
- 1 نوفمبر – لويس مارتن ممثل أمريكي.
- 14 نوفمبر – والتر جاكسون فريمان الثاني
- 18 نوفمبر – إليانور غوس لاعبة كرة مضرب أمريكية.
- 29 نوفمبر – ياكيما كانوت
- 24 نوفمبر – إستر أبلين عالمة جيولوجيا وعالمة أحفوريات أمريكية (توفيت عام 1972).

### ديسمبر
- 16 ديسمبر – جي بات كولينز ممثل أمريكي.

## وفيات

### يناير
- 31 يناير – إبينيزر آر هور (مواليد 1816) سياسي أمريكي.

### فبراير
- 14 فبراير – إسحاق غراي (مواليد 1828) سياسي أمريكي.
- 20 فبراير – فريدريك دوغلاس (مواليد 1818)

### أبريل
- 7 أبريل – جيمس كمبر (مواليد 1823) سياسي أمريكي.
- 22 أبريل – جيمس ف. ويلسون (مواليد 1828) سياسي أمريكي.

### مايو
- 8 مايو – جيمس آدامز ويستون (مواليد 1827) سياسي أمريكي.
- 24 مايو – هيو مكولوتش (مواليد 1808) سياسي أمريكي.
- 28 مايو – والتر كي جريشام (مواليد 1832) سياسي أمريكي.

### يونيو
- 11 يونيو – دانيال كيركوود (مواليد 1814) عالم فلك أمريكي.

### أغسطس
- 8 أغسطس – هويل ادموندز جاكسون (مواليد 1832) سياسي أمريكي.
- 19 أغسطس – ليونارد فولك (مواليد 1828) نحات من الولايات المتحدة.

### أكتوبر
- 6 أكتوبر – لورنزو لورين لانجستروث (مواليد 1810) نحّال من الولايات المتحدة الأمريكية.